# Крабовая бухта
Бухта Крабовая — небольшая бухта на северо-западном берегу острова Шикотан. Административно её берега и акватория входит в Южно-Курильский район Сахалинской области России.
Вход в бухту расположен около мыса Анама. Открыта к северо-западу, вдаётся в остров на 3 км. Ширина входа в бухту около 350 м. Глубина до 15 м на входе.

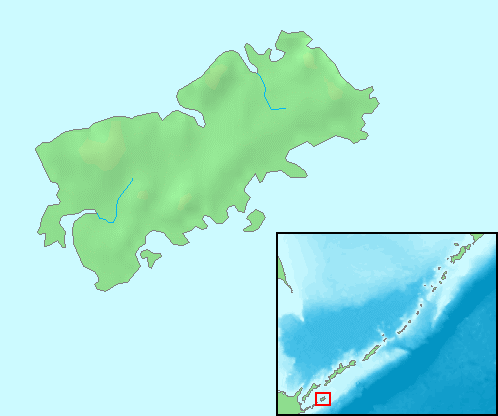
Бухта в северной части острова

На побережье бухты расположено село Крабозаводское, действует рыбоперерабатывающий завод.
Высота прилива в бухте — 1,0 м.
После сильного землетрясения 1994 года вся нижняя часть литорали бухты ушла под воду, в целом она сократилась на 40 %.